# Prima nazione Stz'uminus

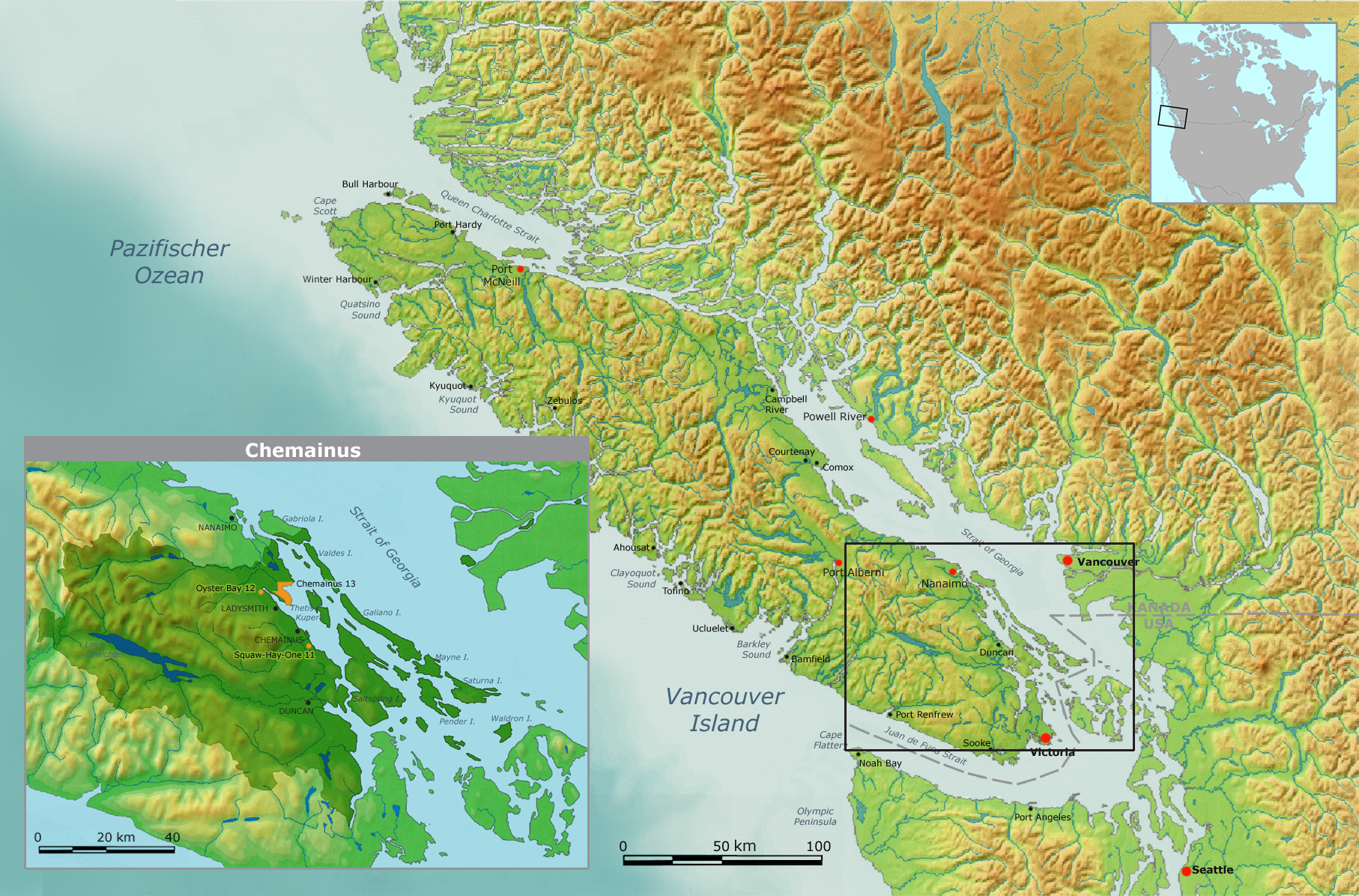
Territorio tradizionale occupato dalla Prima Nazione Chemainus

La Prima Nazione Stz'uminus (precedentemente nota come Banda Indiana Chemainus e Prima Nazione Chemainus) è un organo di governo appartenente alle Prime Nazioni situato nella parte sud-orientale dell'Isola di Vancouver, in Columbia Britannica, Canada, nei pressi della città di Ladysmith. La Prima Nazione Stz'uminus è un organo di governo membro del Consiglio tribale Naut'sa mawt. All'inizio del 2009, il capo e il consiglio approvarono all'unanimità una risoluzione del consiglio di banda per cambiare ufficialmente il nome da Chemainus a Stz'uminus, per attenersi al suo nome in lingua originale Hul'qumi'num.

## "Salish Sea"
Nel marzo 2008, il rappresentante George Harris della Prima Nazione Stz'uminus propose di rinominare il vicino Stretto di Georgia come Salish Sea, un'idea che secondo quanto riferito avrebbe incontrato l'approvazione del Ministro delle Relazioni Aborigene della Columbia Britannica Mike de Jong, che si impegnò a portare la proposta al Consiglio Esecutivo della Columbia Britannica per la discussione. La rinomina richiedeva un intervento formale del Geographical Names Board of Canada. Il nome è stato adottato formalmente a partire dal Discorso della Corona che ha aperto la legislatura della Columbia Britannica il 9 febbraio 2010.
Il nome Salish Sea è stato utilizzato nel Coast Salish Gathering, un'organizzazione transfrontaliera di capi di Salish della costa, dal 2007. La Riserva Indiana più grande della Prima Nazione Stz'uminus, cioè la Chemainus Indian Reserve No. 13, è situata sullo Stuart Channel, che è uno degli innumerevoli corsi d'acqua minori all'interno del Salish Sea così come definito.
Il nome Salish Sea name fu proposto in origine da Bert Webber da Bellingham, Washington nel marzo del 1989, per lo Stretto di Georgia, lo Stretto di Puget, lo Stretto di Juan de Fuca e tutte le acque adiacenti.